# 兰溪郡
兰溪郡，大理国设置的郡。
治所在罗眉州（治所在今云南省兰坪白族普米族自治县东南金顶镇）。属谋统府。辖境相当今云南省怒江傈僳族自治州部分地区。元朝时，内属。至元十二年（1275年），改为兰州。